# حسن حمود
حسن حمود (عربی: حسن حمود غليم الجمالي؛ زادهٔ ۵ اکتبر ۱۹۸۶) بازیکن فوتبال اهل عراق است.
وی همچنین در تیم ملی فوتبال عراق بازی کرده‌است.